# Concordia (Sinaloa)
Concordia – miasto w południowej części meksykańskiego stanu Sinaloa, położone w odległości około 35 kilometrów od wybrzeża Pacyfiku nad Zatoką Kalifornijską, na wschód od miasta Mazatlan. Concordia leży w dolinie rzeki Presidio, meandrującej na zachód od Sierra Madre Occidental. Miasto w 2005 roku liczyło 8304 mieszkańców.

## Gmina Concordia

Położenie gminy Concordia na mapie stanu Sinaloa

Miasto jest siedzibą władz gminy Concordia, jednej z 18 gmin w stanie Sinaloa. Gmina jest gminą graniczną ze stanem Durango. Według spisu z 2005 roku ludność gminy liczyła 27 001 mieszkańców.
Gminę utworzono w 1915 roku decyzją gubernatora stanu Sinaloa. Ludność gminy jest zatrudniona według ważności w następujących gałęziach: rolnictwie, hodowli, górnictwie, przemyśle, handlu i usługach turystycznych.
Najczęściej uprawia się kukurydzę, sorgo, fasolę, orzeszki ziemne, arbuzy, a także wiele gatunków sadowniczych m.in. mango, śliwki, awokado, papaję, mandarynki, banany, pomarańcze i jabłka.